# Ningwu
Ningwu (宁武县,  Níngwǔ Xiàn) ist ein Kreis, der zum Verwaltungsgebiet der bezirksfreien Stadt Xinzhou in der chinesischen Provinz Shanxi gehört. Die Fläche beträgt 1.948 Quadratkilometer und die Einwohnerzahl 136.470 (Stand: Zensus 2020). 1999 zählte Ningwu 148.965 Einwohner.